# سعود كابلي
سعود كابلي (1984 -) هو كاتب سعودي متخصص في العلاقات الدولية والسياسة الخارجية، ومدير المكتب الإعلامي بسفارة المملكة العربية السعودية في واشنطن.

## حياته ونشأته
ولد في جدة سنة 1984، أتم شهادته البكالريوس في تخصص العلوم السياسية من الجامعة الأمريكية في القاهرة. كما نال شهادة الماجستير في العلوم السياسية من ذات الجامعة. وهو يعمل حالياً في الجامعة العربية بالقاهرة.

## مسيرته
كتب المقال في صحيفة الوطن منذ عام 2007، كما تناوب على كتابة رأي الوطن السياسي طيلة فترة رئاسة تحرير جمال خاشقجي. هو كاتب من عائلة عملت في الطوافة والتجارة.

## مؤلفاته
لديه كتاب منشور بعنوان : (عام مضى) من منشورات عام 2009.